# أمة البروزاك (فلم)
أمة البروزاك (بالإنجليزية: Prozac Nation) هو فيلم أمريكي-ألماني مستقل بطولة كرستينا ريتشي مبنى على سيرة ذاتية تحمل نفس الاسم ل Elizabeth Wurtzel وهو مبني على قصة حقيقية تصف تجربة إليزابيث مع الاكتئاب. اسم الفيلم يرجع إلى دواء فلوكسيتين الذي تصنعه شركة Eli Lilly كمضاد للاكتئاب قد وُصف لها.

## الفيلم
تم تحويل الكتاب إلى فيلم وقام بإخراجه Erik Skjoldbjaerg وقامت ببطولته Christina Ricci، Jason Biggs وAnne Heche. الفيلم عُرض لأول مرة في مهرجان تورنتو السينمائي الدولي في 8 سبتمبر 2001، ثم قامت شركة ميرماكس بشراء حقوق التوزيع بنية منح الفيلم فرص توزيع أكبر بدور العرض.
تم إطلاق القيلم في النرويج، بلد مخرج الفيلم الأصلية في أغسطس 2003، لكن الفيلم لم يطلق أبداً بالأسواق الأمريكية، لكن عُرض الفيلم حصرياً على قناة Starz! في مارس 2005 وتم إطلاق أقراص DVD للفيلم في الصيف الذي يليه.

## طاقم الفيلم
- كرستينا ريتشي بدور Elizabeth Wurtzel.
- جيسون بيجز بدور رافي.
- أني إتش بدور د.إستيرلنج.
- ميشيل وليامز بدور روبي.
- جوناثان ريس مايرز بدور نواه.
- جيسيكا لانج بدور السيدة Wurtzel.
- جيسي موس بدور سام.
- لو ريد عن نفسه.

## وصلات خارجية
- مقالات تستعمل روابط فنية بلا صلة مع ويكي بيانات
- صفحة الفيلم على موقع IMDB.
- موقع الفيلم الرسمي.